# Puntius rohani
Puntius rohani är en fiskart som beskrevs av Rema Devi, Indra och Knight 2010. Puntius rohani ingår i släktet Puntius och familjen karpfiskar. IUCN kategoriserar arten globalt som sårbar. Inga underarter finns listade i Catalogue of Life.